# Estadio Pasienky
El Štadión Pasienky es un estadio multiusos ubicado en la ciudad de Bratislava, Eslovaquia. Fue inaugurado en 1962 y tiene capacidad para 11.591 espectadores. El estadio se utiliza, principalmente, para la práctica del fútbol y es sede del FK Inter Bratislava y, temporalmente desde 2009 a 2019 del Slovan Bratislava.

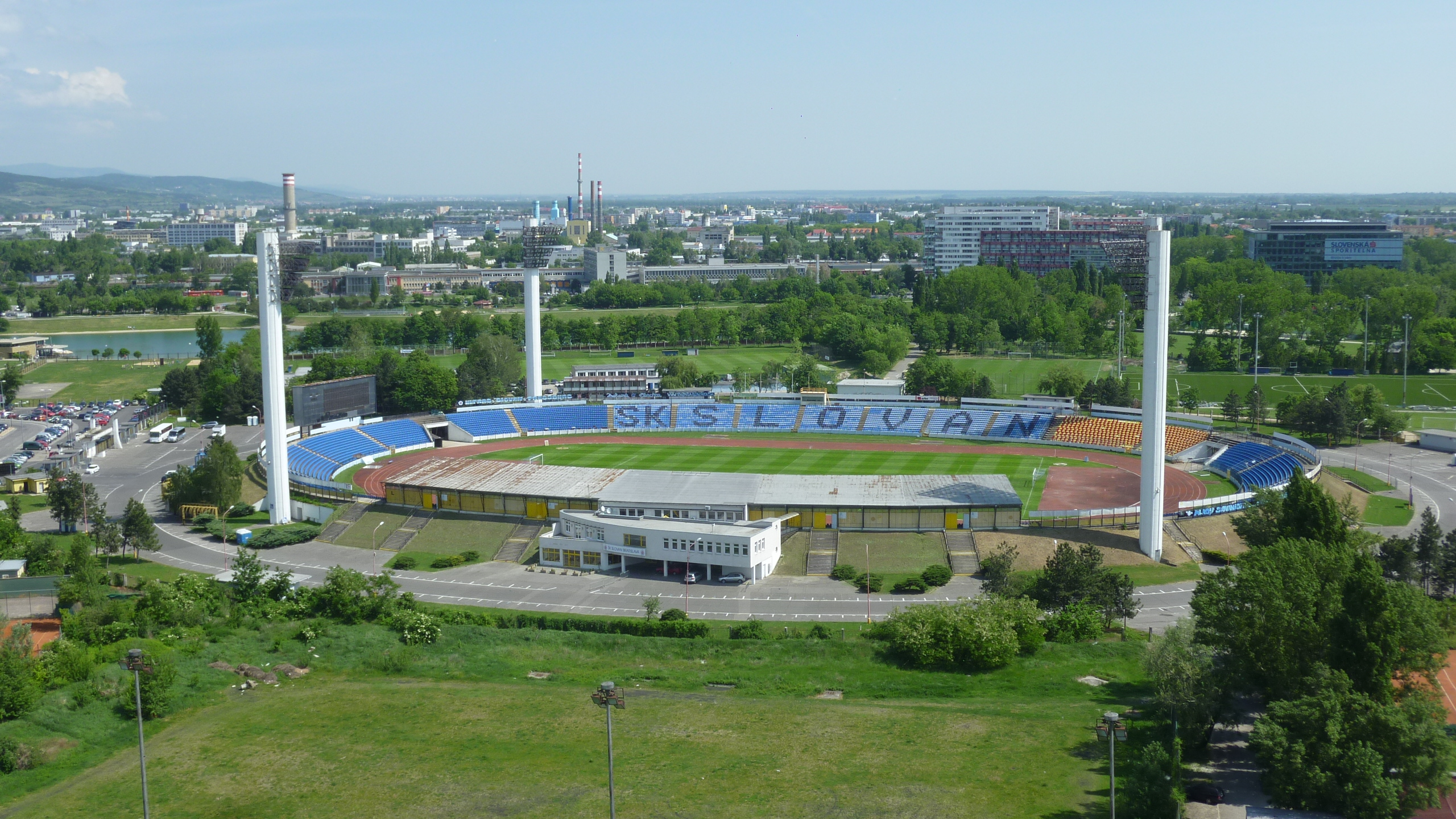
Imagen aérea
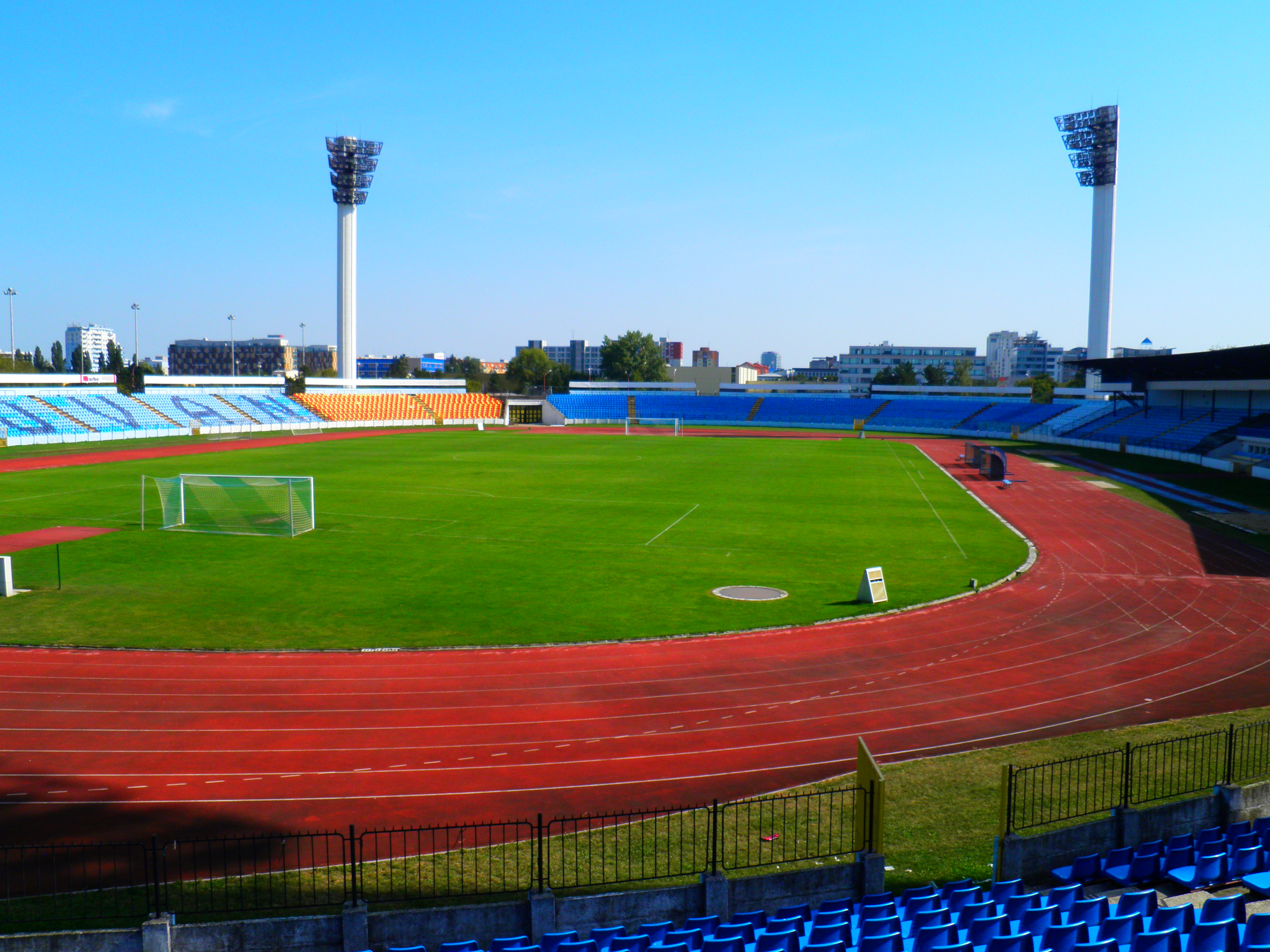